# Ampithoe flindersi
Ampithoe flindersi är en kräftdjursart. Ampithoe flindersi ingår i släktet Ampithoe och familjen Ampithoidae. Inga underarter finns listade i Catalogue of Life.